# مشت خونین ۴: تلاش مرگ
مشت خونین ۴: تلاش مرگ (به انگلیسی: Bloodfist IV: Die Trying) یک فیلم رزمی آمریکایی محصول سال ۱۹۹۲ به کارگردانی پل زیلر با بازی دون ویلسون است. این فیلم به صورت ویدئویی در سال ۱۹۹۲ منتشر شد.